# 私の男
『私の男』（わたしのおとこ）は、桜庭一樹による日本の小説。第138回直木賞受賞作。『別册文藝春秋』（文藝春秋）にて2006年9月号（265号）から2007年7月号（270号）まで連載された。
桜庭は2006年12月に刊行された『赤朽葉家の伝説』が直木賞にノミネートされたが受賞には至らず、2007年10月に刊行された本作で2008年に直木賞を受賞した。直木賞選考委員の浅田次郎は本作について「文句なしに推挽させていただいた」と絶賛した。
熊切和嘉監督によって映画化され、2014年に公開された（詳細は後述）。

## 物語
2008年6月、結婚式を翌日に控えた腐野花が婚約者の尾崎美郎、父の淳悟と3人で会食する場面から始まる。続く第2章は2005年11月、第3章は2000年7月、第4章は2000年1月、第5章は1996年3月、最終章は1993年7月と、年月を遡っていく形で物語が進んでいき、舞台も東京から北へ変わっていく。
竹中花は9歳のとき、奥尻島を襲った大地震（北海道南西沖地震）による津波で家族を亡くし、親戚に当たる腐野淳悟の申し出によって引き取られ、北海道の紋別市で二人暮らしを始める。二人は時が経つにつれ性的関係を持つようにもなり、花は唯一の家族である淳悟と離れないと決意するが、24歳で美郎と結婚する。第1章では新婚旅行から帰ってきた花が、一人になった淳悟を心配し家を訪ねる場面が描かれ、第2章では後の婚約者である美郎との出会い、第3章では高校生になった花と淳悟の殺人、第4章では中学生の花による殺人、第5章では淳悟と長年交際していた大塩小町を中心に描かれ、最終章となる。
日本をはじめ、多くの国でタブーとされている親子による近親相姦を描いた作品。

## 登場人物
腐野 淳悟（くさりの じゅんご）
花の養父。痩身で背が高く美形であるため、常に女の影がある。気分屋だが愛嬌があり、黙っていても周りから好かれる性質であるが、心から他人と打ち解けることはない。紋別では海上保安官主計士だったが、東京へ出てからはバイク便ライダーの仕事に就いている。花が短大卒業後に就職したことを機に仕事を辞め、無職となる。ヘビースモーカー。
腐野 花（くさりの はな）
淳悟の養子。苗字は「竹中」だったが、9歳のときに震災で家族を亡くし、淳悟に引き取られて「腐野」になった。
短大を卒業後派遣社員になり、派遣先の社員である美郎と婚約する。仕事は真面目にこなすが淳悟同様、時間にはルーズである。
大塩 小町（おおしお こまち）
淳悟の元恋人で美しくスタイルの良い女性。花のことを嫌っている。淳悟の二歳年下で、高校時代から目立つ存在であった彼に憧れを抱いていた。
度重なる淳悟の浮気に気づきながらも、一向に結婚の話が進まないまま未来の見えない交際を続ける。
北海道拓殖銀行の紋別支店に勤めていたが、銀行が破綻した後、東京で暮らし始める。
尾崎 美郎（おざき よしろう）
花の婚約者。勤務する会社の親会社の専務の息子。複数の女性と関係を持っている。
裕福な家庭で育ち、女性から値踏みをされることにも慣れていたが、自身の境遇に対し哀れむような態度を見せた花に興味を持つ。
大塩（おおしお）
北のほうで地元民に慕われていた老人で、「親父さん」と呼ばれている。昔は飲食店をいくつも経営していたが、北海道柘植銀行の破綻による景気悪化の影響で全て手放す。
隠居後は趣味として銀色の小さなカメラでの写真撮影に明け暮れている。世話焼きの性格で、花を孫の彰の嫁にしたいと思っていた。
暁（あきら）
花の男友達で、大塩の孫。幼いころから花のことが好きだが、気持ちを打ち明けてはいない。
章子（しょうこ）
花の友人。大塩の家の近所の娘で、花が孤児になって以来の友達。明るく見た目も良いため人気がある。おしゃべりで、特に恋愛の話が好き。
田岡（たおか）
紋別警察署の刑事。ずんぐりした体格で頬に大きな黒子がある初老の男。
元は都会の警察署に勤めていたが、不景気の煽りで借金をつくり、大塩の世話になっていた。

## 映画
2014年6月14日公開。主演は浅野忠信と二階堂ふみ。製作は日活。R15+指定作品。第36回モスクワ国際映画祭コンペティション部門に正式出品され、最優秀作品賞に選ばれるとともに主演の浅野忠信が最優秀男優賞を受賞した。第69回毎日映画コンクール日本映画大賞受賞作。
映画化ではストーリーの時系列が原作のようには遡らない形になっているほか、花の殺人の証拠品が違うものであったり、婚約者が別の男性（三浦貴大）になり、結末も異なるなど若干の違いがある。

### キャスト
- 腐野淳悟 - 浅野忠信
- 腐野花 - 二階堂ふみ（10歳：山田望叶）[7]
- 田岡 - モロ師岡
- 大塩小町 - 河井青葉
- 美郎の先輩 - 三浦誠己
- タクシー会社の事務員 - 広岡由里子
- 小町の先輩 - 安藤玉恵
- 花の父親 - 竹原ピストル
- 大塩暁 - 太賀
- 章子 - 相楽樹
- タクシー会社の運転手 - 康すおん
- 海上保安官 - 吉本菜穂子
- 花の同僚 - 松山愛里
- ずぶ濡れの中年男 - 奥瀬繁
- 老婆 - 吉村実子
- 大輔 - 三浦貴大： 花の婚約者
- 尾崎美郎 - 高良健吾
- 大塩 - 藤竜也

### 製作
2013年1月20日に北海道でクランクインし、「冬編」として物語上重要な流氷や、紋別、ウトロの冬の風景を撮影後、同年4月11日から「春編」として春のシーンや東京での撮影を開始し、5月3日に撮了された。また、作中の年代によって撮影機材が使い分けられており、花の幼少期は16mmフィルム、流氷の街での日々は35mmフィルム、東京に舞台が移ってからはデジタルで撮影された。

#### スタッフ
- 原作 - 桜庭一樹『私の男』（文春文庫刊）
- 監督 - 熊切和嘉
- 脚本 - 宇治田隆史
- 音楽 - ジム・オルーク
- 製作 - 藤岡修、由里敬三、分部至郎、木村良輔、宮本直人
- エグゼクティブプロデューサー - 永田芳弘
- プロデューサー - 西村信次郎、西ヶ谷寿一
- ラインプロデューサー - 金森保
- 撮影 - 近藤龍人
- 照明 - 藤井勇
- 録音 - 吉田憲義
- 美術 - 安宅紀史
- 装飾 - 山本直輝
- 衣装 - 小里幸子
- ヘアメイク - 清水ちえこ
- 助監督 - 海野敦
- スクリプター - 田口良子
- 編集 - 堀善介
- VFXスーパーバイザー - オダイッセイ
- ロケーション総括 - 中村哲也
- 制作担当 - 刈屋真
- アソシエイトプロデューサー - 西宮由貴、小松重之
- 製作 - 「私の男」製作委員会（ハピネット、日活、マックレイ、ドワンゴ、GYAO）
- 制作協力 - キリシマ一九四五
- 企画協力 - 文藝春秋
- 制作・配給・宣伝 - 日活

### 受賞歴
- 第13回ニューヨーク・アジア映画祭（2014年）
  - ライジングスター・アワード（二階堂ふみ）[9]
- 第36回モスクワ国際映画祭（2014年）
  - 最優秀作品賞
  - 最優秀男優賞（浅野忠信）
- 第6回TAMA映画賞（2014年）[10]
  - 最優秀女優賞（二階堂ふみ）
  - 最優秀新進男優賞（太賀）
- 第38回日本アカデミー賞 [11]
  - 優秀主演女優賞（二階堂ふみ）
- 第69回毎日映画コンクール[6]
  - 日本映画大賞
- 第57回ブルーリボン賞[12]
  - 主演男優賞（浅野忠信）
- 第10回おおさかシネマフェスティバル[13][14]
  - 2014年度ベストテン 第5位
  - 撮影賞（近藤龍人、『そこのみにて光輝く』と合わせて）